# موریس معتمد
موریس معتمد (زادهٔ ۱۳۲۳ در همدان) نمایندهٔ حوزهٔ انتخابیهٔ کلیمیان در دورهٔ هفتم مجلس شورای اسلامی بوده‌است. وی پیش‌تر در دورهٔ ششم نیز عضو این مجلس بود. او در دیدار نمایندگان اقلیت مجلس هفتم با مهدی کروبی، رئیس مجلس ششم، گفته بود: «شما تازه چهار سال است که اقلیت شده‌اید و این همه اعتراض می‌کنید، ما چه بگوئیم که ۳۰۰۰ سال است، اقلیت هستیم».